# Klassische indische Musik
Die klassische indische Musik wurde in der gesamten indischen Geschichte in der Oberschicht, vor allem an Fürstenhöfen gepflegt. Seit dem 20. Jahrhundert wird sie von dem neu entstandenen Bildungsbürgertum gehört und praktiziert, vergleichbar der westlichen klassischen Musik in Europa und Amerika. Die Theorie dieser Musik wird seit der Zeit der klassischen hinduistischen Schriften in Indien ausführlich betrieben.
Möglicherweise im Zusammenhang mit der traditionellen kulturellen Nord-Süd-Unterscheidung des indischen Subkontinentes und seiner Bevölkerung (Sprecher indoarischer Sprachen im Norden, Sprecher dravidischer Sprachen im Süden), spätestens aber seit dem Einfluss des Islam in den nördlichen und mittleren Bereichen Indiens seit dem indischen Mittelalter hat sich auch die Musik in zwei Richtungen entwickelt, die hindustanische Musik im Norden von Indien sowie in Pakistan und Bangladesch und die karnatische Musik im Süden (In den Staaten Andhra Pradesh, Karnataka, Kerala und Tamil Nadu). Diese unterscheiden sich in der Terminologie, in den verwendeten Musikinstrumenten und in den Vorlieben für verschiedene Spielweisen. Aus westlicher Sicht kann man aber sagen, dass die beiden Richtungen viel mehr Gemeinsamkeiten als Unterschiede haben. Der karnatischen Musik wird eine größere Vorliebe für reiche Verzierungen, für Vokalmusik und ein etwas geringerer Anteil von Improvisation zugeschrieben.
Klassische indische Musik ist grundsätzlich einstimmig und wird in sehr kleinen Ensembles gespielt. Es gibt keine Harmonik und keine wechselnden Akkorde; die Musik entfaltet sich auf der Grundlage statischer Tonskalen, die in Verbindung mit Regeln für die Verzierungen und die melodischen Progressionen in Form von zahlreichen Ragas vorliegen.
Die klassische indische Musik erlangte seit den 1950er Jahren im Westen stärkere Bekanntheit, und seither kam es zu zahlreichen Begegnungen westlicher Musiker verschiedener Genres mit indischen. Die im Westen bekanntesten sind der Sitarspieler Ravi Shankar, der Sarodspieler Ali Akbar Khan, der Tablaspieler Zakir Hussain, alles hindustanische Musiker, sowie der karnatische Violinist L. Subramaniam und der Vina-Spieler S. Balachander.

## Tonsystem
| Svara | Shruti | Shruti        | westlich |
| ----- | ------ | ------------- | -------- |
| Sa    | S1     | Shadya        | c        |
| Ni    | N4     | Tivra Ni      | h+       |
| Ni    | N3     | Shuddha Ni    | h        |
| Ni    | N2     | Komal Ni      | b        |
| Ni    | N1     | Atikomal Ni   | b-       |
| Dha   | Dh4    | Shuddha Dha   | a        |
| Dha   | Dh3    | Trishruti Dha | a-       |
| Dha   | Dh2    | Komal Dha     | as       |
| Dha   | Dh1    | Atikomal Dha  | as-      |
| Pa    | P1     | Panchama      | g        |

| Svara | Shruti | Shruti       | westlich |
| ----- | ------ | ------------ | -------- |
| Ma    | M4     | Tivratara Ma | fis+     |
| Ma    | M3     | Tivra Ma     | fis      |
| Ma    | M2     | Ekashruti Ma | f+       |
| Ma    | M1     | Shuddha Ma   | f        |
| Ga    | G4     | Tivra Ga     | e+       |
| Ga    | G3     | Shuddha Ga   | e        |
| Ga    | G2     | Komal Ga     | es       |
| Ga    | G1     | Atikomal Ga  | es-      |
| Ri    | R4     | Shuddha Ri   | d        |
| Ri    | R3     | Madhya Ri    | d-       |
| Ri    | R2     | Komal Ri     | des      |
| Ri    | R1     | Atikomal Ri  | des-     |
| Sa    | S1     | Shadya       | c        |

Es gibt in der indischen Musik keinen Kammerton. Alle Tonleiterangaben sind relativ zu einem Grundton, auf den sich die Musiker zu jeder Aufführung einigen. Dieser Grundton allerdings wird während der gesamten Aufführung eines Stückes (meist in zwei Oktavlagen und zusammen mit der Quinte) ununterbrochen als Bordun auf der tanpura oder der shrutibox, gelegentlich auch auf der Maultrommel (morsing), zum Klingen gebracht.
Die Oktave ist in 22 verschieden große Mikrointervalle, genannt Shruti („das, was man hört“), eingeteilt. Die genaue Herleitung dieser Einteilung aus Schwingungsverhältnissen und auch ihre genaue Lage ist seit zwei Jahrtausenden Gegenstand theoretischer Spekulation und praktischer Variation.
Aus diesem Vorrat werden siebenstufige Tonleitern (Sargam) gebildet; die Töne heißen Svaras („das, was Bedeutung hat“) und werden mit den Tonsilben sa ri ga ma pa da ni bezeichnet („Sargam“ ist ein Akronym aus diesen Tonsilben). Die genaue Bedeutung einer Tonangabe wie „sa“ oder „pa“ hängt vom jeweils gewählten Grundton und der gewählten Tonleiter ab. Die Tonsilben sind Abkürzungen der Namen Shadya (Vater der sechs Anderen), Rishaba (Stier), Gandhara (parfümiert), Madhyama (Mitte), Panchama (fünfter), Dhaivata (subtil, ausgewogen), Nishada (sitzend). Die Tabelle zeigt zu den Svaras die zugehörigen Shruti-Versionen und die westliche Entsprechungen in C-Dur (wobei + und – Erhöhung bzw. Erniedrigung um ungefähr einen Viertelton bezeichnen). Die Shruti-Angaben folgen dem hindustanischen System. „Shuddha“ bezeichnet den Normton, „Tivra“ die Erhöhung um einen Halbton, „Tivratara“ um einen Halbton + ein Shruti; „Komal“ ist die Erniedrigung um einen Halbton, „Atikomal“ die Erniedrigung um einen Halbton und zusätzlich ein Shruti.

## Metrik

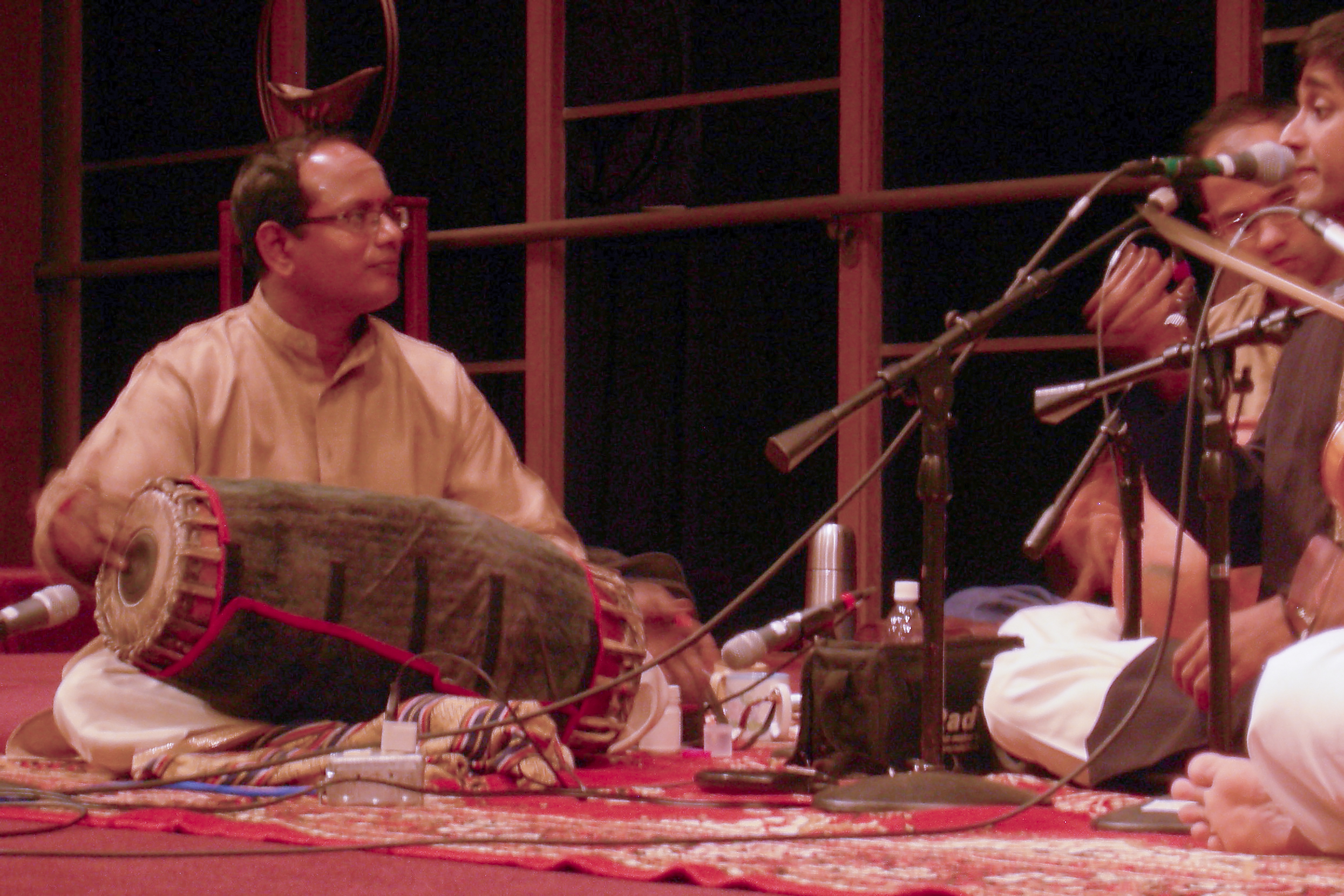
Mridangam, gespielt von Ganapathy Raman

Die Metrik der klassischen indischen Musik wird vor allem von mit den Fingern geschlagenen Trommeln getragen (tabla im Norden, mridangam im Süden) und ist in rhythmischen Zyklen, genannt Tala (auch Taal oder Tal, im Süden Talam) organisiert. Diese sind mit den westlichen Takten vergleichbar, allerdings sind die Einheiten deutlich länger (in Einzelfällen bis um die 100 Schläge, normalerweise um die 10 bis 20). Sie sind intern noch einmal in Unterabschnitte unterteilt. In der nordindischen Musik ist die Basis eines Tala eine genau vorgegebene (allerdings im Verlauf der Aufführung ausbaubare) Folge von verschiedenen Trommelschlägen, die mit Merksilben (Bol) bezeichnet werden. Diese Silben werden auch zur Memorierung von den Tablaspielern aufgesagt. In der südindischen Musik geht das vorherrschende System von Sequenzen von Schlagzahlen aus, die in der Regel von Sängern (und Publikum) während der Aufführung durch kanonisierte Handgesten dargestellt werden.
Sowohl in Nordindien als auch in Südindien klingt allerdings der jeweils mit Abstand häufigste Tala für westliche Ohren wie ein einfacher Vier-Viertel-Takt: Der häufigste nordindische Tala ist der Tintal mit 16 Schlägen, als Bol-Sequenz dha dhin dhin dha | dha dhin dhin dha | dha tin tin ta | ta dhin dhin dha. Der häufigste südindische Talam heißt Adi (4+2+2).

## Ornamentik
Die Noten der indischen Musik werden häufig mit Verzierungen (Gamaka) versehen. Typischerweise ist jede einzelne Note, auch in schnelleren Sequenzen, verziert. Es gibt Vorschlagsnoten, langsames Vibrato, langsame Glissandi (bei Saiteninstrumenten mit Bünden wie vina oder sitar durch Veränderung des Druckes auf den Bund realisiert) und andere Varianten.

## Melodik

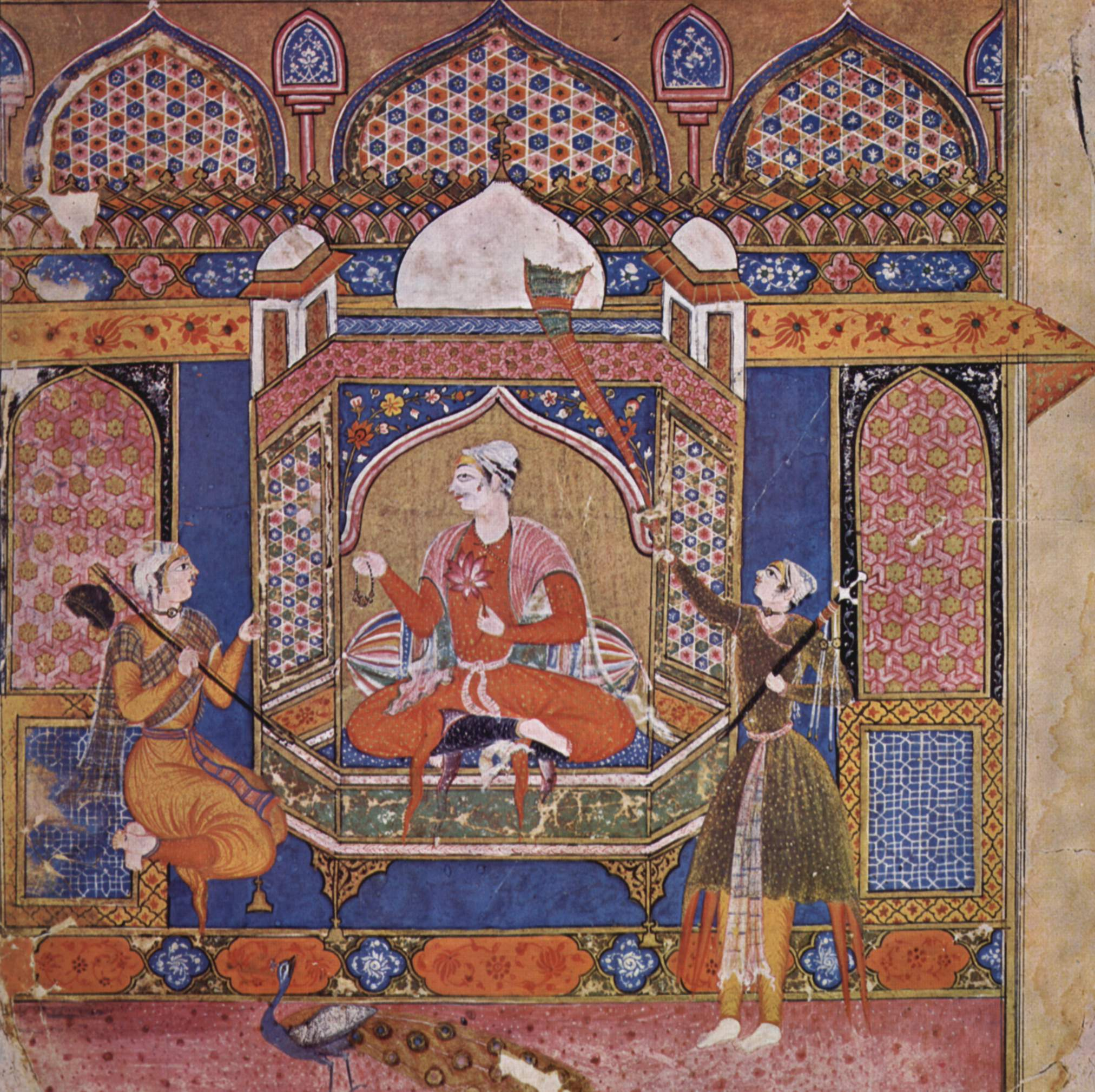
Illustration (Ragamala) des Raga Sri, 1595

Der zentrale Begriff der indischen Melodik ist der Raga (auch als Raag oder Rag, in Südindien Ragam). Eine Komposition oder Improvisation gehört immer zu einem von mehreren hundert mit Namen benannten Ragas, einem Rahmen, der die melodische Charakteristik erfasst. Zu einem Raga gehören zunächst eine aufsteigende und eine absteigende Tonleiter aus fünf bis sieben Tönen. Dabei können sich die aufsteigende und die absteigende Skala sowohl in den Tönen selbst als auch der Anzahl unterscheiden (vergleiche das westliche melodische Moll, bei dem sich die Töne der aufsteigenden und der absteigenden Skala unterscheiden). In diesem Tonleitersystem werden ein Hauptton (vadi), der von dem vom im Bordun gespielten Grundton Sa abweichen kann, ein Nebenton (samvadi) und weitere Tonrollen ausgezeichnet, die Töne in ihren Funktionen hierarchisch geordnet, die Häufigkeit und Art ihres Einsatzes geregelt (z. B. nur als Durchgangsnote, vorzugsweise mit einer bestimmten Verzierungsart usw.). Ragas sind mit einer bestimmten zum Ausdruck zu bringenden Emotion und einer bevorzugten Tageszeit der Aufführung verbunden.
So wird der zum Beispiel der Raga Bhupala so beschrieben: Die Skala ist fünftönig und besteht aufsteigend wie absteigend aus denselben Tönen: S R1 G1 P Dh1 (c, des-, es-, g, as-). Dha ist Vadi, Ga ist samvadi. Aufsteigende Linien beginnen auf dem tiefen Dha. Melodische Phrasen enden oft in Sa und Pa. Eine charakteristische melodische Floskel ist `Ri ´Ga Ri~ Sa (` und ´ bezeichnen Kans, kurze Vorschläge von oben bzw. unten. ~ ist ein Andolan, ein weites, langsames Vibrato). Ri und Dha werden häufig mit leichtem Vibrato gespielt. Es ist ein heiterer Vormittagsraga.
Grundsätzlich liegt einem Stück immer nur ein einziger Raga zugrunde. Eine Ausnahme bilden die sogenannten Ragamalikas (wörtlich Raga-Girlanden), bei denen sich mehrere Ragas potpourriartig ablösen.

## Musikinstrumente

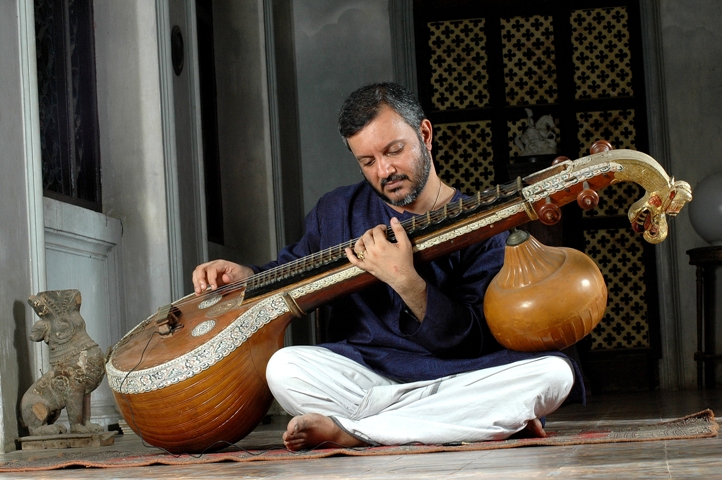
Prince Rama Varna spielt die vina.

Klassische indische Musik wird in der Regel von einem kleinen Ensemble aufgeführt, bei dem die Musiker drei Rollen einnehmen (melodische Führung, Perkussion, Bordun), die jeweils mit einem oder zwei Spielern besetzt sind.
Die melodische Führung übernimmt eine Singstimme oder ein Melodieinstrument (gerade in der südindischen Musik hat man oft zwei Singstimmen, zwei Melodieinstrumente, oder eine Singstimme und ein Melodieinstrument). Traditionell herrscht die Vorstellung, dass indische Musik „eigentlich“ Vokalmusik sei, und die Melodieinstrumente möglichst den Merkmalen des Gesanges nacheifern sollten. Der Gesang ist nicht immer textgebunden; oft sind lange komponierte oder improvisierte Passagen Svara-Gesänge – es werden also die Tonsilben (Sa, Ri, Ga, Ma usw.) gesungen.
Die wichtigsten Melodieinstrumente der hindustanischen Musik sind die gezupften Lauteninstrumente sitar und sarod, die Stabzither Rudra vina, die Streichlaute sarangi, die Bambusquerflöte bansuri und das konische Doppelrohrblattinstrument shehnai (eigentlich ein Volksmusikinstrument, das von Bismillah Khan im Lauf des 20. Jahrhunderts in der klassischen Musik eingeführt wurde.) In der karnatischen Musik dominieren die (vielleicht um 1800 auf nicht ganz geklärten Wegen aus Europa in die indische Musik gelangte) Violine, die Sarasvati vina, die kurze Flöte venu und das lange Doppelrohrblattinstrument nadaswaram.
Wichtig für alle Melodieinstrumente ist die Möglichkeit, die Tonhöhe stufenlos zu beeinflussen: etwa durch die bundlosen Saiten bei Violine und sarod oder durch die weit vom Griffbrett entfernten Bünde bei sitar und vina, die durch unterschiedlichen Fingerdruck Intervalle von bis zu einer Quinte stufenlos umfassen können, oder die Grifflöcher der Blasinstrumente, die durch teilweises Bedecken stufenlose Übergänge erlauben.
Neben der Violine wurden weitere europäische Musikinstrumente der klassischen indischen Musik erschlossen, etwa die E-Gitarre, elektrische Mandoline oder das Saxophon.
Das häufigste Schlaginstrument der hindustanischen Musik ist das Kesseltrommelpaar tabla. In der karnatischen Musik findet man meistens die Doppelbesetzung aus der Doppelkonustrommel mridangam und dem mit den Händen geschlagenen Tontopf ghatam.
Der der Musik zugrundeliegende Bordun wird normalerweise von der Langhalslaute tanpura geliefert; an seine Stelle tritt heute oft die shrutibox oder das Harmonium. Den Bordun für das nordindische Doppelrohrblattinstrument shehnai liefert die grifflochlose sur shehnai, bei der südindischen nadaswaram sorgt entsprechend das baugleiche Doppelrohrblattinstrument ohne Grifflöcher ottu für den Bordunton.
Das Harmonium wird auch in der klassischen indischen Musik als Melodieinstrument eingesetzt; da es aber die indischen Mikrotöne nicht wiedergeben kann, sondern an eine temperierte Skala gebunden ist, wird das Harmonium von vielen nicht als ernsthaftes Instrument angesehen. Es hat schon früh Versuche gegeben, Shruti-fähige Harmonium-Varianten einzuführen, die sich aber nie durchsetzen konnten.

## Zusammenspiel

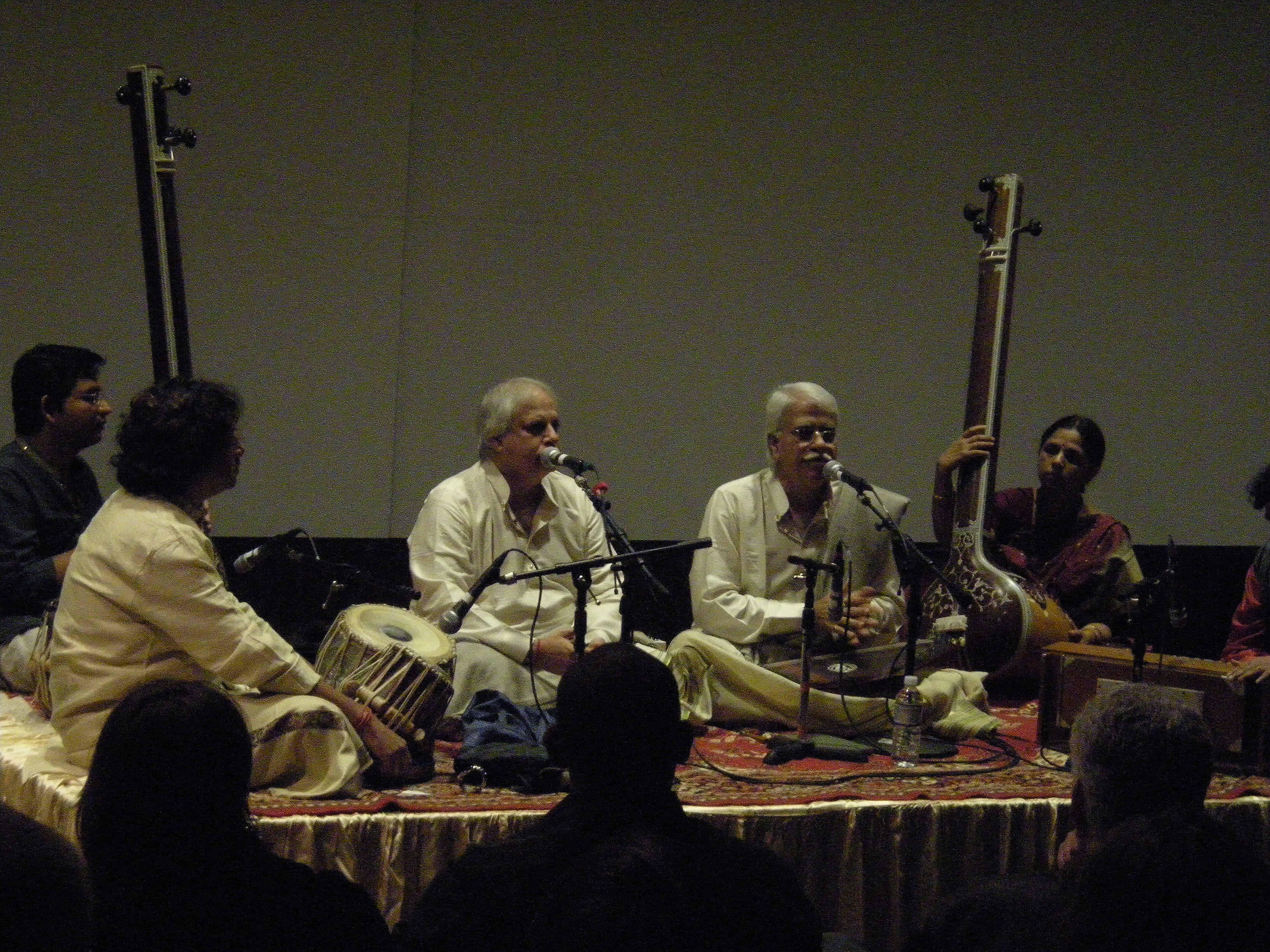
Rajan und Sajan Mishra

Im klassischen dreistimmigen Ensemble (von denen eine „Stimme“ als Bordun zwar die Grundlage liefert, aber nicht am musikalischen Geschehen teilnimmt) findet ein reges rhythmisches Zusammenspiel zwischen Schlaginstrument und Melodieinstrument/Sänger statt. Häufig tritt zum Sänger/Hauptsolisten ein Streichinstrument (im nordindischen Khyal meist ein Sarangi, in Südindien die Violine) hinzu, das komponierte Passagen im Unisono mit dem Solisten spielt, bei improvisierten Teilen versucht, die Melodien des Solisten während dessen Spiels sofort nachzuspielen.
Seit der Mitte des 20. Jahrhunderts ist das Jugalbandi (wörtlich „Zwillinge“) immer populärer geworden, bei dem zwei (meist bekannte) Solisten gleichberechtigt miteinander auftreten. Beliebt sind Jugalbandis karnatischer und hindustanischer Musiker.

## Gattungen und Formen

### Raga / Ragam, Tanam, Pallavi
Die Präsentation der musikalischen Charakteristik eines Ragas in einer mehrteiligen, vor allem von Improvisation bestimmten ausgedehnten Form, die über eine Stunde in Anspruch nehmen kann, ist im vor allem im Westen zum Inbegriff klassischer indischer Musik geworden und stellt nach Hans Oesch „die Spitze der musikalischen Kunst der indischen Gegenwart dar“. In Nordindien ist diese Gattung einfach nach ihrem wichtigsten Gegenstand, dem Raga benannt, im Süden nach dem üblicherweise dreisätzigen Aufbau als Ragam Tanam Pallavi.

#### Alap
Der erste Teil ist eine graduelle Exposition des melodischen Materials und heißt im Norden Alap, im Süden Alapana. Er kann gelegentlich sehr kurz sein und nur aus dem Vorspielen der auf- und absteigenden Skalen des Raga mit den dazugehörigen Verzierungen bestehen. Normalerweise aber ist er sehr ausgedehnt und kann auch eine Stunde dauern. Es spielt (neben dem Bordun) nur das Melodieinstrument bzw. der Sänger. Die Töne des Raga werden einzeln in rhythmisch freier Improvisation in ihrer durch den Raga bestimmten Verzierungscharakteristik und typischen melodischen Einbettung eingeführt, so dass die Hörer (und auch die Musiker) auf das sich so bildende Tonsystem eingestimmt werden. Bei Vokalmusik wird normalerweise kein Text, sondern bedeutungslose Silben gesungen. Die Töne erscheinen zuerst in der mittleren Oktave, dann kommen die tiefe und die hohe Oktave dazu.

#### Jod und Jala, Tanam
Der zweite Teil schließt sich ohne Pause an. Im Süden heißt er Tanam, im Norden Jor und Jhala oder auch Jod und Jhala und wird  oft als Teil des Alap angesehen. Dieser Mittelteil zeichnet sich dadurch aus, dass der Solist einen rhythmischen Puls entwickelt, der aber noch nicht in Talas organisiert ist. Im Norden bezeichnet Jod oder Jor (जोड़) den Aufbau dieses Pulses, der dann im Jhala in hohem Tempo und rhythmischer Komplexität ausgespielt wird. Auch hier schweigt das Schlaginstrument normalerweise noch; Spieler von Saiteninstrumenten wie sitar oder sarod schlagen die Resonanzsaiten ihres Instrumentes zur Unterstreichung des Metrums an. Im Süden hat sich der Tanam zum wichtigsten und oft längsten Teil der Form entwickelt. Anders als im Norden verbleibt der Tanam im mittleren Geschwindigkeitsbereich und konzentriert sich auf die Entwicklung rhythmischer Figuren, die nach Tieren (Frosch, Pferd, Elefant etc.) benannt sind. Gelegentlich spielt bei der Ausarbeitung dieser Figuren auch schon die Mridangam-Trommel mit, allerdings ohne Tala-Strukturen.

#### Bandish bzw. Gat, Pallavi
Erst im dritten Teil kommen melodische Themen, das Schlaginstrument und die Tala-Metrik ins Spiel. Der südindische Name Pallavi (der normalerweise die Refrainzeile eines Liedes bezeichnet) deutet schon darauf hin, dass dieses Thema lediglich eine kurze, einen Tala-Zyklus lange melodische Floskel ist. Die nordindische Bezeichnung Gat wird für instrumentale, Bandish für gesungene Versionen verwendet. Das Thema wird zunächst im rondoartigen Wechsel mit improvisierten Teilen gespielt. Es schließen sich längere improvisierte Teile an, mit solistischen Teilen von Melodieinstrument/Sänger und der Trommel und improvisatorischem Wechselspiel der beiden; das Tempo wird im Verlauf mehrmals erhöht (nordindische Bezeichnungen für die entstehenden Teile sind Vilambit, Madhya Laya und Drut). Die Improvisatoren sind hierbei nicht an die melodischen und rhythmischen Floskeln des Themas, sondern nur an die Rahmenvorgaben des Ragas und des Talas gebunden.

### Kriti
Der Kriti (andere Umschrift: kṛti oder Krithi) ist die bedeutendste musikalische Kunstform des Südens. Es handelt sich um eine ausgeweitete Liedkomposition, die mit komponierten Variationen und improvisierten Teilen aufgeführt wird.
Ein Kriti wird in der Regel von einem Sänger (oder einer Sängerin) und einer Violine sowie der Rhythmusgruppe (normalerweise Mridangam und Ghatam) und Bordun aufgeführt. An die Stelle eines Sängers können auch zwei Sänger oder ein Melodieinstrument treten.
Eine Kriti-Aufführung beginnt mit einem optionalen Alapana. Danach werden im Pallavi die ein oder zwei Refrainzeilen des Textes wiederholt gesungen; dabei wird die Melodie von Mal zu Mal mehr ausgeschmückt. Es schließt sich der Anupallavi an, die nächsten ein oder zwei Textzeilen, die melodisch einen leichten Kontrast zum Pallavi bilden. Auch diese Zeilen werden erst schlicht, dann ausgeschmückt präsentiert. Es folgt ein optionaler einige Tala-Zyklen langer Cittasvaram, eine Art Kadenz, in indischen Tonsilben gesungen und das melodische Material von Pallavi und Anupallavi verarbeitend. Ein erneuter Pallavi folgt, wobei die Refrainzeilen gleich in ausgeschmückter Form gesungen werden. Der Charanam enthält die letzten Textzeilen, die auf dem Material von Pallavi und Anupallavi basierend melodisiert sind. Sie werden mit komponierten und improvisierten Variationen ausgeführt, woran sich ein schnelleres Cittasvaram anschließt. Den Schluss bildet eine Wiederholung des Pallavi oder des Anupallavi.

### Varnam
Ein Varnam eröffnet normalerweise ein Konzert karnatischer Musik. Es hat eine ähnliche Ausdehnung und einen ähnlichen formalen Aufbau wie ein Kriti. Allerdings gibt es fast keine improvisierten Teile. In der Form des rhythmisch ausgeprägten Pada Varnam wird es zur Begleitung des klassischen indischen Tanzes verwendet. Ein Varnam beginnt normalerweise in langsamem Tempo, das später virtuosen Steigerungen Raum gibt.

### Gitam
Das Gitam (Lied) ist der Ausgangspunkt der entwickelteren karnatischen Gattungen: Eine schlichte Liedform, die aber bereits den klassischen Aufbau in Pallavi, Anupallavi, Charanam aufweist. Auch Gitams werden, wie im karnatischen Gesang üblich, virtuos und reich an Verzierungen gesungen.

### Dhrupad
Der Dhrupad ist eine altehrwürdige Gattung der klassischen indischen Musik, die heute zur hindustanischen Musik zählt. Der Dhrupad wird normalerweise gesungen, meist von einer Männerstimme; als Trommel wird nicht die tabla, sondern die der südindischen mridangam ähnelnde pakhawaj eingesetzt. Der Gesang beginnt mit weiten Glissandi und steigert sich zu schnellen dynamischen Verzierungen in streng festgelegter Form. Improvisation tritt nur in stark eingeschränkter Form auf. Der formale Aufbau ähnelt den südindischen Liedformen, nur sind die Bezeichnungen anders: Ein Alap als Eröffnung, gesungen mit sinnlosen Silben; dann die Sthayi (auch Asthayi), die erste Liedzeile in der unteren Hälfte des drei Oktaven umfassenden Tonbereiches; es folgt der Antara, die zweite Liedzeile, jetzt in der oberen Hälfte des Tonbereiches, und schließlich die Samcari, die beiden letzten Liedzeilen, deren melodisches Material auf Sthayi und Antara basiert und jetzt in Variationen über alle drei Oktaven entwickelt wird. Den Abschluss bildet der Abhoga, eine Wiederholung des Sthayi in rhythmisch beschleunigter Form. Für den Dhrupad geeignete Melodieinstrumente sind vor allem die Rudra vina und die heute sehr seltene Sursingar.
Nach der Struktur dem Dhrupad ähnliche Stile sind Dhamar und Tappa, die etwas emotionaler und mit mehr Freiheiten vorgetragen werden.

### Khyal

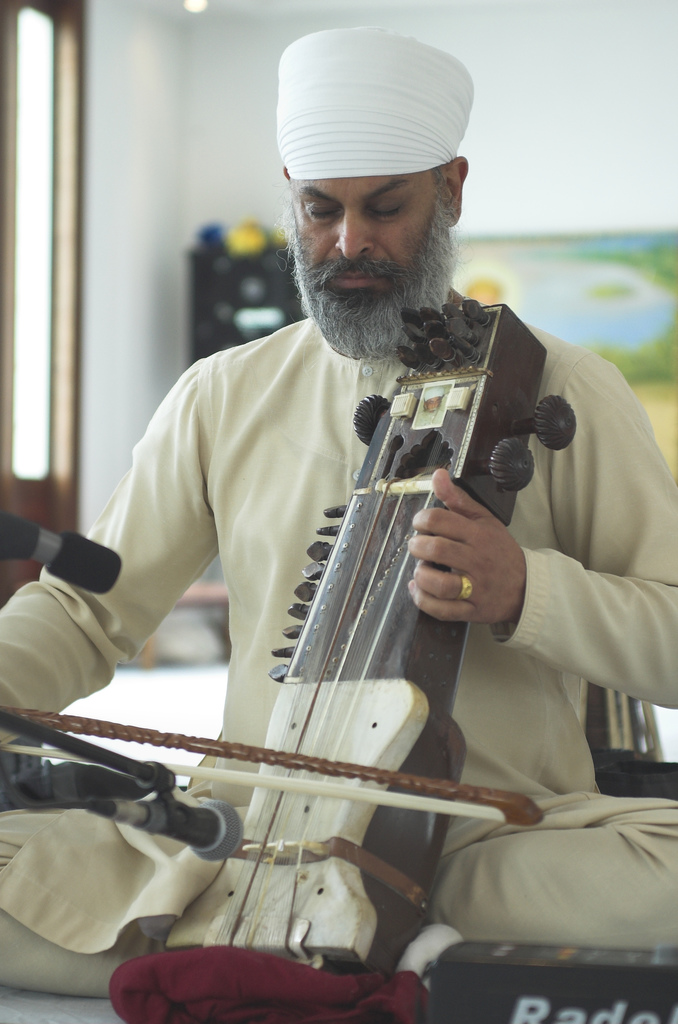
Sarangi, gespielt von Surjeet Singh

Der Khyal (auch Khayal) bildet in der hindustanischen Musik eine Art Gegenpol zum Dhrupad. Hier geht es darum, die Virtuosität und Improvisationskunst des Sängers zu präsentieren. Der Gesang ist reich an Verzierungen aller Art und besteht zum größten Teil aus textlosen Silben. Dem Sänger ist ein zweites Melodieinstrument gegenübergestellt (Meist Sarangi oder Harmonium), das seine Phrasen unmittelbar nachzuspielen versucht oder mit ihm in Dialog tritt. Ein Khyal beginnt mit einem optionalen kurzen Alap; es folgen Sthayi und Antara wie im Dhrupad und ein erneuter Sthayi-Teil, und dann ein (ebenfalls Alap genannter) ausgedehnter Improvisationsteil, bei dem auch die tabla mitspielen. Sthayi und Antara werden wiederholt und wechseln rondoartig mit Variationsteilen (Boltan und Tan).

## Geschichte
Die Musik spielt in der indischen Mythologie und Epik eine wichtige Rolle. Sarasvati, die Göttin der Weisheit, wird mit einer vina dargestellt; die Helden epischer Texte wie des Ramayana sind oft ausgebildete Musiker.
Seit ihrer Entstehung in den Jahrhunderten um 1000 v. u. Z. werden die Texte der Veden und andere religiöse Texte von den Brahmanen in einem stilisierten, Sprachmelodie und -rhythmus des vedischen Sanskrit wiedergebenden Sprechgesang (Samagan, 'Melodiegesang') mit nur drei Tonhöhen und zwei Tondauern rezitiert. Die drei Töne heißen Udatta („gehoben“), Anudatta („nicht gehoben“) und Svarita („geklungen“). Es entstand schließlich ein System aus sieben Tonstufen (Svaras).
Dem ältesten indischen Musiktheoretiker Narada, dessen Lebensdaten heute mythisch verklärt sind, wird die Erfindung der vina zugeschrieben. In seinem Werk Naradya Shiksha („Instruktion“) untersucht er die Beziehungen zwischen geistlicher und weltlicher Musik. Der Name Narada wurde von vier verschiedenen Autoren als Ehrenname angenommen, sodass die Zuordnung weiter verdunkelt wird.
Dem Weisen Bharata Muni wird das Natyashastra zugeschrieben, das grundlegende indische Werk über Ästhetik, Tanz und Musik. Die Entstehungszeit liegt zwischen 200 vor und 300 nach unserer Zeitrechnung. Ausgehend von der Lehre der Emotionen (Rasa) werden in diesem Werk Elemente der altindischen Musiktheorie Gandharva beschrieben: Die Shrutis, der Saptak, die Svaras. Das Wort Raga taucht allerdings nicht auf; stattdessen gibt es eine Systematik der Jatis, also (Ton)geschlechter, die wie die späteren Ragas auch bestimmend für die Melodiebildung sind. Dieses Werk bildet den Ausgang einer langen Tradition der klassischen indischen Musiktheorie.
Nach dem Ende der Gupta-Dynastie entwickelte sich aus den Jatis das System der Ragas. Das erste Werk, das dieses ausführlich ausarbeitet, ist das im 9. Jahrhundert entstandene Brihaddesi des Matanga. In dieser Zeit wurde auch begonnen, religiöse Texte nicht mehr ausschließlich in Sanskrit, sondern in den verschiedenen Landessprachen zu schreiben, was auch zu einer Diversifizierung der Musikstile führte.
Nach dem Ende der Gupta-Zeit wurde der Norden von Indien zunächst von den weißen Hunnen, später von verschiedenen muslimischen Reichen beherrscht. Dies verstärkte den Einfluss, der seit jeher aus dem Norden von außerindischen Musikkulturen auf die nordindische Musik einwirkte und im Verlauf der nächsten Jahrhunderte sichtbar wurde und zu einer Herausbildung der nördlichen und der südlichen Spielweisen führte.
Hiervon ist bei den im 12. Jahrhundert am bengalischen Hof tätigen Musikern Lokana Cavi und Jayadeva noch nicht viel zu spüren. Das 1160 erschienene Raga-Tarangini, das einzige erhaltene Buch von Lokana Cavi, stellt 98 Ragas dar. Jayadeva, der vor allem als Dichter hervorgetreten ist, gab in seiner erotischen Versdichtung Gita Govinda die Gesangs- und Tanzrhythmen der verschiedenen Abschnitte als Talas vor.
Das Sangita Ratnakara des Sarangadeva (1210–1247) ist der letzte musiktheoretische Text Indiens, auf den sich sowohl die hindustanische als auch die karnatische Tradition beziehen. Sarangadeva stammte aus dem äußersten Norden, aus Kaschmir, war aber im Dekkan in Zentralindien an einem hinduistischen Fürstenhof tätig. Damals war der Norden Indiens unter islamischer Herrschaft, welche sich schließlich auch auf den Dekkan ausdehnte. So hatte Sarangadeva Einblick in das Musikgeschehen sowohl im Norden als auch im Süden Indiens. In seiner Bedeutung wird das Sangita Ratnakara dem Natyashastra gleichgestellt. Es ist eine umfassende systematische Darstellung aller Aspekte der indischen Musiktheorie. Es enthält insbesondere eine detaillierte Darstellung von 264 Ragas und skizziert ein Notationssystem.
Amir Chosrau (1253–1325) war der erste bekannte islamische Musiker und Musiktheoretiker in Indien. Er wurde in Nordindien geboren und ist türkischer Abstammung. Er war Hofmusiker in Delhi. Er studierte persische, arabische und indische Musik; seine Vorliebe galt dabei der indischen, welche er mit persischen und arabischen Elementen bereicherte. Ihm wird (wohl fälschlich) die Erfindung der sitar zugeschrieben; er hat jedoch die (für die sitar charakteristischen) beweglichen Bünde für eine Variante der vina eingeführt. Eine weitere Legende schreibt ihm die Erfindung der Tabla-Doppeltrommel zu, indem er eine Pakhawaj, eine horizontal zu spielende Doppelfelltrommel, in der Mitte zerteilt habe. Chosrau erfand einige neue Ragas, führte aus persischen Wurzeln den islamischen Gesangsstil des Qawwali und den Silbengesang des Tarana ein.
Chosrau markiert auch den Zeitpunkt der Spaltung der klassischen indischen Musik in die hindustanische und karnatische Spielweise. Es sollte Jahrhunderte dauern, bis die Musiker des Nordens und des Südens wieder begannen, ernsthaft voneinander anders als feindselig Notiz zu nehmen.
Zwischen muslimischen und hinduistischen Musikern dagegen gab und gibt es im Norden Indiens keine Trennlinie. Moslems und Hindus musizieren gemeinsam, unterrichten sich und singen sogar religiöse Musik der anderen Religion.
In den beiden Jahrhunderten nach Chosrau entstanden in der hindustanischen Musik neue Genres: Der Kirtan, ein hinduistischer Wechselgesang, der vor allem im Osten Indiens seinen Schwerpunkt hat; der strenge Gesangsstil des Dhrupad und der im Gestus diesem entgegengestellte Khayal, der dem Interpreten Raum für Interpretation und technische Brillanz bietet.

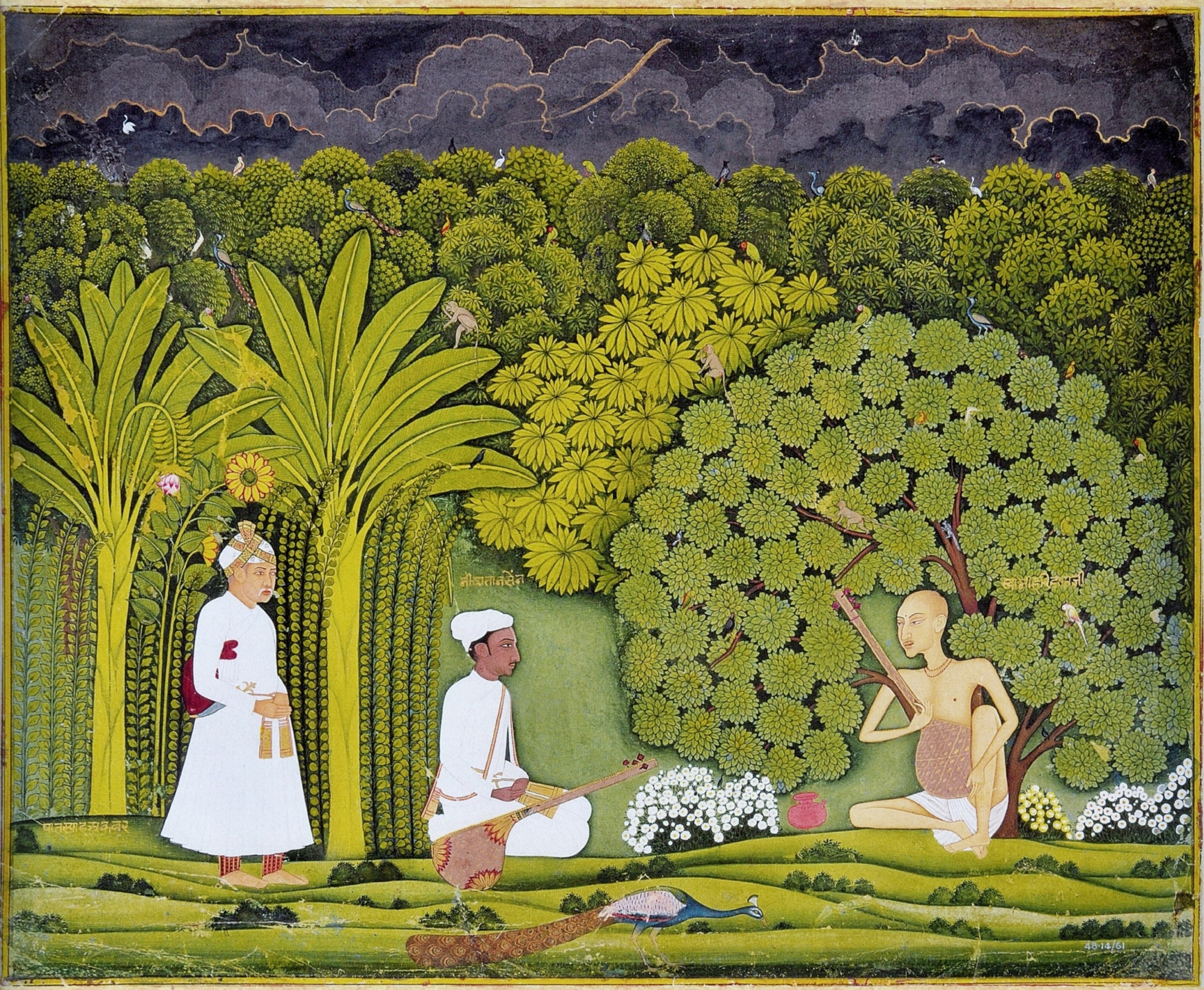
Akbar (links) und Tansen (Mitte) besuchen den Dichter und Musiker Svami Haridas (ca. 1750)

Im frühen 16. Jahrhundert übernahmen die Moguln die Macht in Nordindien und dehnten ihren Herrschaftsbereich immer weiter nach Süden aus. Der bedeutendste Großmogul war Akbar I., der für völlige religiöse Toleranz und Förderung der Künste bekannt ist. Dies wirkte sich auch auf die Musik aus. An Akbars Hof wirkte Tansen (1506–1589), der als der bedeutendste indische Musiker überhaupt gilt. Tansens Vater war hinduistischer Brahmane, er wurde aber von einem sufistischen Fakir großgezogen. Er war begnadeter Sänger (vor allem im Dhrupad-Stil); Legenden erzählen von der magischen Wirkung, die von diesem Gesang ausging. Einige der bekanntesten Ragas stammen von ihm; er machte sich auch in der Sichtung und Systematisierung der Ragas verdient und stellte eine Liste von etwa vierhundert zusammen.
In Südindien entwickelte sich die karnatische Musik gleichzeitig unbeeinflusst von der islamischen Musik weiter, obwohl auch große Teile Südindiens von Muslimen regiert wurden. Das wird mit der besonders konservativen Struktur der südindischen hinduistischen Kultur und Gesellschaft begründet. Die Hymnenkomponisten (Alvars) hatten eine feste Rolle in der Tempelkultur, und der bedeutendste von ihnen war Purandara Dasa (1484–1564), ein Zeitgenosse des Tansen. Seine Hymnen werden heute noch häufig gesungen, und von seiner Musik gingen auch auf die hindustanische Musik Einflüsse aus.
Der südindische Musiktheoretiker Venkatamakhi entwickelte 1660 in seinem Werk Chaturdandi-Prakashika das Ordnungsprinzip der Melakartas für die karnatischen Ragas. Dabei handelt es sich um 72 Haupt-Ragas, aus denen die anderen abgeleitet werden. Das Melakarta-System wird bis heute in der karnatischen Musik verwendet. Ein ähnliches System hatte Tansen etwas früher für die hindustanischen Ragas vorgeschlagen; andere Vorschläge folgten, aber in der nordindischen Musik konnte sich bis ins frühe 20. Jahrhundert keines dieser Systeme durchsetzen.
Der bekannteste Komponist karnatischer Musik ist Thyagaraja (1767–1847). Er schrieb eine große Zahl von Kritis, religiösen Liedern, viele davon in Telugu. Auf seine Schüler gehen drei musikalische Schulen karnatischer Musik zurück. Er und seine beiden großen Zeitgenossen Muthuswami Dikhshitar und Syama Sastri werden als Trimurti (Dreifaltigkeit) der karnatischen Musik bezeichnet.

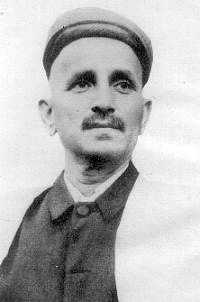
Vishnu Narayan Bhatkhande

Während die südindischen Musiker weiterhin darauf Wert legten, sich an die Standards des Venkatamakhi zu halten und ihre Musik weiterhin vor Änderung zu bewahren, entfernten sich die Schulen und Hofmusiker-Gruppen Nordindiens zunehmend im Stil voneinander und auch von der klassischen Überlieferung. Zu Beginn des 19. Jahrhunderts war die Praxis der Musiker weit von den Lehren der Theoretiker entfernt. So war es dazu gekommen, dass als Standardtonskala (suddha) die ursprüngliche (in westlichen Begriffen) dorische Skala durch eine ionische, also eine Durskala ersetzt worden war. Der Maharaja von Jaipur, Pratab Singh Dev, berief eine Konferenz ein, um diese Änderung der Referenzskala zu kanonisieren, und veröffentlichte das Ergebnis in Sangita Sara um 1800. Es schlossen sich weitere Aktivitäten an, die nordindische Musik zu erfassen und die Theorie an die Praxis anzupassen. Wichtige Autoren sind hier Khetra Mohan Goswami (Sangita Sara 1863) und Krishnadhan Banerji (1846–1904). Am Ende dieser Reihe steht der bedeutendste, Vishnu Narayan Bhatkhande (1860–1936). In jahrelangen Studien suchte er in Nordindien verschiedene Gharanas (traditionelle Musikschulen) auf, reiste nach Südindien, sammelte Spielweisen, Techniken, Melodien und überzeugte die Musiker zu ersten Aufnahmen für das neue Medium der Schallplatte. Er bemühte sich um eine Systematisierung und Standardisierung der nordindischen Musik. Nachhaltig wirkte seine Einteilung der hindustanischen Ragas in zehn Skalentypen Thatas in Anlehnung an das karnatische System des Venkatamakhi. Diese Systematisierung ist zwar als stellenweise zu grob vereinfachend und fehlerhaft kritisiert worden, ist aber seither als Referenzsystem in allgemeiner Verwendung.
Im 20. Jahrhundert wandelte sich die Rolle der klassischen indischen Musik von einer Elite-Institution, die vor allem an Fürstenhöfen und Tempeln betrieben wurde, zu einem Teil der kulturellen Identität der sich rasch neu bildenden indischen Mittelschicht. Der indische Staat förderte diese Entwicklung nach Kräften, zum Beispiel durch das Programm von All India Radio und durch Studiengänge an Universitäten (Ähnliches gilt in Pakistan und Bangladesch). Die Musik fand ihren Eingang in den Konzertsaal, wo sie in der Regel mit Mikrophonverstärkung präsentiert wird. Das Publikum wird von den Musikkennern, den Rasikas, gebildet. Kenntnis der Ragas, Würdigung der Spieltechniken und eigenes Musizieren sind wichtige Bildungsmerkmale; höhere Töchter erlernen Gesang oder Instrumente, um auf dem Heiratsmarkt aufgewertet zu werden. Die Ausschließlichkeit, mit der sich ein angehender Musiker in früherer Zeit, lebend im Haus des Lehrers, der ihn sorgfältig als Schüler ausgewählt hatte, mit Musik beschäftigen konnte und musste, ist allerdings heute schon aus Zeitgründen gar nicht mehr möglich.

## Musikbeispiele
1. 1 2  Zakhir Hussain demonstriert die Bols in einer Kooperation mit dem Bluegrass-Banjospieler Béla Fleck und dem klassischen Kontrabassisten Edgar Meyer youtube.com
2. ↑  Demonstration der Shruti auf der sarod (englisch, 6 Teile) youtube.com, youtube.com, youtube.com, youtube.com, youtube.com, youtube.com
3. ↑  Demonstration der Gamakas mit Gesang und vina (englisch) youtube.com
4. ↑  Ein vierjähriges südindisches „Wunderkind“ demonstriert seine Begabung im Erkennen von Ragas. youtube.com
5. ↑  Unterricht im fortgeschrittenen südindischen Svara-Gesang youtube.com
6. ↑  Asad Ali Khan spielt Rudra vina youtube.com
7. ↑  Jugalbandi eines hindustanischen und eines karnatischen Sängers (6 Teile) youtube.com, youtube.com, youtube.com, youtube.com, youtube.com, youtube.com
8. ↑  Maha Ganapathim, ein Kriti von Muthuswami Dikhshitar, gesungen von Nagavalli und Ranjani Nagaraj youtube.com
9. ↑  Zwei Interpretationen des Jalajaksha Varnam youtube.com, youtube.com
10. ↑  Dhrupad, gesungen von Ritwik Sanyal (5 Teile) youtube.com, youtube.com, youtube.com, youtube.com, youtube.com
11. ↑  vedischer Gesang mit drei und mit fünf Tönen
12. ↑  Venkatachala Nilayam von Purandara Dasa, gesungen von Amateuren und Profis. youtube.com, youtube.com, youtube.com. Hier ist der Text: celextel.org
13. ↑  Ein Kriti von Thyagaraja, gespielt auf zwei Vinas: youtube.com